# Graphiurus nagtglasii
Graphiurus nagtglasii är en däggdjursart som beskrevs av Jentink 1888. Graphiurus nagtglasii ingår i släktet Graphiurus och familjen sovmöss. Inga underarter finns listade i Catalogue of Life.
Det vetenskapliga namnet Graphiurus hueti som var tidigare i bruk förkastades på grund av att det saknas en klar definierad holotyp.
Graphiurus nagtglasii är en av släktets större arter. På ovansidan förekommer mjuk, tät och ullig päls som har en brun till rödbrun eller gråbrun färg. Det finns ingen tydlig gräns mot den mörkgråa undersidan som kan ha en ljusbrun, krämfärgad eller vit skugga. Huvudet kännetecknas av stora ögon och något spetsiga öron. Svansen är täckt med päls av samma färg som ryggen och några hår kan ha ljusa spetsar. I mitten av svansen på undersidan finns bara glest fördelade hår som nästan är osynliga. Honor har åtta spenar.
Arten blir 11 till 16 cm lång (huvud och bål), har en nästan lika lång svans och väger 62 till 77 g. Bakfötterna är 2,4 till 3,1 cm långa och öronen är 1,6 till 2,2 cm stora. I motsats till nära besläktade arter har Graphiurus nagtglasii ingen tydlig ansiktsmask och ingen vit svansspets.
Denna sovmus förekommer i Afrika vid Guineabukten. Utbredningsområdet sträcker sig från Sierra Leone i väst till Centralafrikanska republiken i öst och nordvästra Gabon i syd. Arten påträffades inte i Benin. Habitatet utgörs av fuktiga skogar och dessutom hittas Graphiurus nagtglasii ofta i buskar nära jordbruksmark. Den vilar i trädens håligheter och är nattaktiv.
Djuret syns huvudsakligen klättrande i träd. Arten äter frukter, nötter och frön samt några insekter. Troligen lever varje individ ensam när honan inte är brunstig. Kullens storlek uppskattas med 2 eller 3 ungar.